# 印尼國家紀念塔
6°10′31.60″S 106°49′37.30″E / 6.1754444°S 106.8270278°E
印尼國家紀念塔是位於印尼首都雅加達的國家紀念建築，當地人常以全名的Monumen Nasional首字Monas作為慣稱。1975年建成，塔高137公尺，為一燭台造型建築物。在塔上的頂端安有金質的火焰雕塑，直徑約6公尺，重約14噸，在陽光下閃閃發亮，成為該塔特徵。
紀念塔內部尚設有頂樓觀景台、紀念博物館等設施。

## 外部連結
- 印尼國家紀念塔的詳細資訊（印尼文）